# Franz Kinderling
Friedrich Wilhelm Franz Kinderling (né le 22 avril 1820 à Zossen et mort le 13 juin 1895 à Treuenbrietzen) est un vice-amiral prussien.

## Biographie
Kinderling n'entre dans la flotte impériale qu'à l'âge de 29 ans, en 1849, en tant que timonier en chef de la marine marchande. En 1850, il est le deuxième plus ancien dans la liste de classement de cette flotte sur 18 enseignes. Sur les 100 officiers, cadets, ingénieurs et médecins de la liste, il fait partie du groupe des 25 participants à la bataille navale au large de Helgoland le 4 juin 1849. Après la dissolution de la flotte impériale en 1852, il rejoint la marine prussienne. À la fin de 1858, il est commandé comme premier lieutenant pour une formation complémentaire sur le cuirassé anglais HMS Marlborough (en) en Méditerranée, mais est rappelé dès mai 1859 en raison de la situation politique tendue par la guerre franco-sarde contre l'Autriche. Kinderling fait ainsi partie d'un groupe de 32 officiers de la marine prussienne qui, entre 1848 et 1865, reçoivent une formation au moins temporaire au sein de la Royal Navy. À la suite de cette affectation, Kinderling est affecté à la frégate Thetis, où il participe à l'expédition d'Asie de l'Est de 1859/62 en tant que premier officier sous le commandement du capitaine Eduard von Jachmann. Du 1er juin 1859 à octobre 1859, il commande l'Amazone.
Avec le déclenchement de la guerre germano-danoise en 1864, Kinderling devient commandant de la canonnière à vapeur Camaeleon (de), qui est activé le 11 février 1864. En avril, Kinderling quitte à nouveau le commandement et le Camaeleon est affecté à la division de réserve nouvellement créée. D'avril à août 1867, Kinderling, qui a entre-temps été promu capitaine de corvette, commande la corvette Nymphe lors d'exercices en mer Baltique. Plus tard en 1867, il est commandé pour un autre grand voyage à l'étranger. Kinderling prend en charge la corvette Augusta, avec laquelle il entre en service le 27 août 1867 pour le séjour à la station des Antilles durant l'hiver 1867/68. Une fois sur place, la mission principale de Kinderling est de protéger les habitants allemands et les représentations des villes hanséatiques lors des différentes révolutions et guerres civiles aux Antilles. Parallèlement, il explore pour le compte de la marine (par l'intermédiaire du prince Adalbert) la baie peu connue de Limón sur la côte caraïbe du Costa Rica comme lieu potentiel pour une base navale prussienne. Il négocie également à cet effet avec le président du Costa Rica, Castro et le gouvernement costaricien - mais les négociations n'aboutissent pas. Le 30 mai 1868, Kinderling reçoit l'ordre de rappel et retourne donc en Europe, où il arrive à Kiel le 20 juillet 1868.
À peine rentré, Kinderling prend en charge le SMS Victoria (de) où il séjourne à nouveau comme stationnaire jusqu'en 1869, faisant la navette entre les foyers de crise d'Haïti, du Mexique et de Cuba. À son retour, Kinderling devient directeur en chef du chantier naval royal prussien de Dantzig. Dans cette fonction, Kinderling, qui a entre-temps été promu capitaine de vaisseau, effectua des essais avec la nouvelle corvette Ariadne jusqu'en décembre 1872.
Du 19 mai au mois d'octobre 1875, Kinderling commande ensuite la frégate cuirassée SMS Kaiser, qui vient d'être reprise du chantier Frères Samuda en Angleterre, lors d'exercices de rodage. En 1877, Kinderling est déployé en Méditerranée, où il commande les navires de guerre qui y sont restés depuis l'été en raison de la guerre russo-ottomane. À ce stade, l'escadron comprend le Hertha, la Gazelle, l'Albatross (de), le Comet et le Pommerania (de). Le 12 décembre 1877, le Freya (de) est également ajoutée. Kinderling conserve le commandement jusqu'à ce que l'escadre soit retirée de la Méditerranée et dissoute en juillet 1878.
Le 18 avril 1878, Kinderling est promu contre-amiral et, du 6 juillet au 18 novembre 1878, il assure l'intérim du chef de la station navale de la mer Baltique (de). Il est ensuite nommé chef de la station navale de Kiel et, du 22 mai au 15 septembre 1879, il est également chef de l'escadron d'entraînement. Durant cette période, son navire amiral est la frégate blindée Friedrich Carl. Le 6 janvier 1881, il est mis à disposition.
Après son départ, il reçoit encore le 23 août 1883 le caractère de vice-amiral.

## Famille
Kinderling se marie le 26 février 1857 avec Hélène Claassen (1833-1904). Trois enfants sont nés de ce mariage :
- Sa fille aînée Emma Friederike Viktoria Edith Kinderling (1858-1934) se marie le 7 février 1879 avec l'amiral et chef de l'amirauté de la marine impériale Friedrich von Baudissin (1852-1921).
- Sa seconde fille, Anna Kinderling (1863–1920), se marie avec Eugen Louis Hermann von der Marwitz (de) (1853–1916). De ce mariage naît le fils aîné, Ralf von der Marwitz (de) (1888–1966), qui devient plus tard vice-amiral de la marine et attaché naval.
- Son fils Hugo Kinderling (1860-1943) devient également officier de marine et vice-amiral.